# Assenay
Assenay é uma comuna francesa na região administrativa de Grande Leste, no departamento de Aube. Estende-se por uma área de 3,42 km². Em 2010 a comuna tinha 150 habitantes (densidade: 43,9 hab./km²).